# Ergolea
Ergolea är ett släkte av fjärilar som ingår i familjen ädelspinnare. Släktet innehåller tre arter, Ergolea geyri, Ergolea lavaudeni och Ergolea reneae.